# Qvitzow
Qvitzow var en tysk-dansk uradlig adelsätt, invandrad från Mark Brandenburg i Tyskland till Danmark under medeltiden. Ätten som bland andra danska gods ägde Örups slott, utdog under medeltiden i Danmark.
Vapen: I Danmark en delad sköld, övre i silver belagd med en röd stjärna, undre en stjärna i silver på rött fält  I Tyskland förde ätten en styckad sköld. 

## Historia
Namnet Quitzow tros ha slaviskt ursprung, och familjen, i vilken förnamnen  Dietrich, Konrad och Barthold var vanliga, antas ha ursprung från Venden och ägde en stamborg Quitzow bei Perleberg vilken 1386 såldes till en tysk gren av ätten von Platen. Ätten utdog i Tyskland med tå bröder under 1400-talet, men hade dessförinnan invandrat till Danmark, där medlemmar besatt viktiga ämbeten och poster, fram till att ätten utslocknade även i Danmark år 1729.

## Medlemmar ur släkten
1. Erik Qvitzow, gift med Susanne Juel
  1. Anne Margrethe Qvitzow